# Magdalena Samborska
Magdalena Beata Samborska (ur. w Pabianicach) – polska artystka sztuk wizualnych, projektantka mody „trudnej”, autorka tekstów naukowych, profesor Akademii Sztuk Pięknych im. Władysława Strzemińskiego w Łodzi. Realizuje fotografie, filmy, asamblaże, obiekty z pogranicza ubioru i rzeźby. 

## Życiorys
W 1996 ukończyła studia w Akademii Sztuk Pięknych im. Władysława Strzemińskiego w Łodzi. Od 2009 r. jest wykładowczynią na macierzystej uczelni, gdzie od 2021 roku prowadzi autorską pracownię na studiach magisterskich.
W 2013 r. obroniła pracę doktorską Cytowanie płci – analiza relacji między ubiorem a tożsamością płciową. Habilitację uzyskała na podstawie dysertacji Moda jako Inny sztuki w Akademii Sztuk Pięknych im. Eugeniusza Gepperta we Wrocławiu w 2021 r.
W 1998 r. była stypendystką Ministerstwa Kultury i Sztuki. 2008 roku uzyskała stypendium twórcze Ministerstwa Kultury i Dziedzictwa Narodowego. W 2013 r. otrzymała Grand Prix na II Biennale Sztuki w Piotrkowie Trybunalskim za film Narodziny rozpadu. W 2021 r. otrzymała wyróżnienie na Biennale Tkaniny Artystycznej w Poznaniu z obiekt After Kobro. W 2023 r. zdobyła pierwszą nagrodę w Międzynarodowym Konkursie Cyfrowej Fotokreacji Cyberfoto w Częstochowie za cykl fotografii Dermografia.

## Twórczość
Debiutowała na scenie artystycznej wystawą Stygmat płci pięknej w Galerii Manhattan w Łodzi w 1998 r. Brała udział w wystawach sztuki kobiecej m.in. Kobieta o kobiecie (Bielsko Biała, 2007), Decydentki (Kraków, 2018), Kobieta na duszę (Łódź, 2003). Początkowo w jej działalności artystycznej wyraźne są odniesienia do świata mody, historii ubioru i kultury masowej, które konfrontuje z ideami feministycznymi.
W instalacji Dekonstrukcje czasopism kobiecych (2000) Samborska wykorzystuje zdjęcia kobiet z reklam kosmetyków. Okleja nimi papierowe, trójwymiarowe głowy. Próby dostosowania zdjęcia do formy przestrzennej powodują rozdarcia i zniekształcenia wizerunków fotograficznych. Z obiektów tych powstają instalacje, w których papierowe głowy ustawiane są na egzemplarzach pism otwartych na stronie, z którego pochodzi wykorzystane zdjęcie. Dzięki temu następuje konfrontacja doskonałej twarzy z prasy kobiecej z karykaturalnym trójwymiarowym sobowtórem. W instalacji tej dopatrywano się krytyki chirurgii kosmetycznej. Przyjęcie założenia o związku ciała i tożsamości pozwala na głębszą interpretację uwzględniającą obawę człowieka przed rozpadem, dezintegracją wewnętrzną.
W tym samym czasie powstają też obiekty z pogranicza ubioru i rzeźby. Zaprzęg gorsetów (2000), w którym usztywnione gorsety stoją na podeście oczekując na domniemanego woźnicę/widza/jurora oraz Wpisana w przestrzeń (2002) – blisko trzymetrowa, czerwona suknia z krynoliną dominująca w przestrzeni wystawienniczej.
Około 2009 r. w twórczości Samborskiej pojawia się zainteresowanie fotografią cyfrową. Nie rezygnując z kobiecej perspektywy, poszerza krąg tematyczny swoich prac, dotykając takich tematów jak transgeniczność, transhumanizm, w kontekście postmodernistycznej tożsamości.
W cyklu fotografii Kościec tożsamości (2013) naga kobieca sylwetka połączona jest z drewnianymi łyżkami, łopatkami, tłuczkami. Sylwetka jest uwikłana w przedmioty lub wspiera się na nich. Można widzieć w omawianych fotografiach opowieść na temat performatywności płci kulturowo społecznej, zgodną z wykładnią Judith Butler. Bohaterka zdjęć wydaje się być zaangażowana w rytuały kuchenne potwierdzające jej kobiecość. Zastanawiają jednak układy tworzone z części ciała połączonego z przedmiotami. Kompozycje te odnoszą się do symboliki mitologicznej lub religijnej, co wprowadza nas w szerszy krąg znaczeniowy. Jest to wyraźniej odczuwalne w filmie Narodziny rozpadu, w którym artystka wykorzystała wspomniane fotografie. Tu wprawione w ruch symbole i znaki rozsypują się, rozmywają, sugerując iż rozpad jest integralną częścią istnienia.
Charakterystyczne dla eksperymentów fotograficznych Samborskiej połączenia ciała z przedmiotami użytkowymi, w czym można się doszukiwać groteskowej formy transhumanizmu, odnajdujemy również w cyklu fotografii Mitologie domowe (2017). Tu nagie ciało kobiece łączone jest z rurą od odkurzacza i jego czyszczącymi końcówkami. Bohaterki zdjęć nawiązują do postaci mitologicznych, które w ikonografii przedstawiane są w towarzystwie węży: Hekate, Erynia, Meduza. Węże – symbol siły – w ujęciu Samborskiej zastąpił prozaiczny przedmiot służący sprzątaniu.
Ciało w towarzystwie przedmiotów pojawia się również w serii zdjęć Dermografia (2023). Tym razem obiekty przybierają charakter odcisków lub tatuaży naznaczających nagą sylwetkę.
Cykl fotografii Płeć domniemana (2015) dotyczy zagadki płci. W serii kompozycji ukazujących podbrzusze i uda, genitalia zostały zastąpione dłońmi. Dłonie układają się w gesty, które uważamy za uniwersalne, ale niekiedy są odmiennie odczytywane w różnych częściach świata. Artystka projektuje tu transgeniczne ciała podobnie jak w serii autoportretów Zniszczota niedowcieleń (2021), gdzie zacierając swoją tożsamość uzyskuje obrazy ludzko-zwierzęcej hybrydy. Tego rodzaju hybrydalne postacie pojawiały się w ikonografii starożytnego Egiptu czy Mezopotamii. Kwestia hybrydycznych istot powróciła w czasach eksperymentów genetycznych i pomysłu hodowania ludzkich narządów w organizmach zwierzęcych na potrzeby transplantacji.
W serii Rozkoszmary (2022) artystka ponownie sięga po metodę lustrzanych odbić i nakładania obrazów, tym razem bazując na ujęciu całej sylwetki. Nagie, podwojone postacie tarzają się na draperiach iście barokowej tkaniny. Niekiedy wyobrażenia te kojarzyć się mogą z porodem, aktem przemocy seksualnej lub rozkoszy. Wyraz twarzy bohaterki potęguje wrażenia szerokiej rozpiętości jej doznań.

## Wybrane wystawy indywidualne
- 2019: Moda jako Inny sztuki[19], Galeria Patio 2,Akademia Humanistyczno Ekonomiczna, Łódź.
- 2017: Rytuały tożsamości, Galeria Tłustym Drukiem, Łódź[20].
- 2014: Anatomia niepewności[21], Ośrodek Działań Artystycznych, Piotrków Trybunalski.
- 2008: Celebracja nieobecności[22], Galeria Bałucka, Łódź.
- 2007: Liturgia przedmiotu, Galeria Sztuki Wozownia, Toruń.
- 2006: Chwiejna równowaga, Galeria Akademicka, Wyższa Szkoła Sztuki i Projektowania, Łódź.
- 2003: Strategia uwodzenia, Galeria Bałucka, Łódź.
- 2001: Śmierć z głodu przy suto zastawionym stole, (Bałtyckie Biennale Sztuki Współczesnej – Sybaris. Okropny urok cywilizacji), Galeria Amfilada, Szczecin.
- 2000: Aksamitne tortury, Galeria Przedmiotu BB, Kraków.
- 1998: Stygmat Płci Pięknej, Galeria Manhattan, Łódź.

## Wybrane wystawy zbiorowe
- 2023: XXVI Międzynarodowy Konkurs Cyfrowej Fotokreacji CYBERFOTO, Regionalny Ośrodek Kultury, Galeria Fotografii ART- FOTO, Częstochowa.
- 2022: Asocjacje.Jak gdyby, tak jakby…[23], Instytut Cybernetyki Sztuki, Gdańsk.
- 2021: III Biennale Tkaniny Artystycznej, Przyszłość wolności, Stara Papiernia, Poznań; XXIV Międzynarodowy Konkurs Cyfrowej Fotokreacji CYBERFOTO, Regionalny Ośrodek Kultury, Galeria Fotografii ART-FOTO, Częstochowa.
- 2019: Łódź à Paris, Galeria Fundacji Sisley, Paryż.
- 2018: Decydentki, Dom Norymberski, Kraków;
- Negocjowanie tożsamości. Między realnym a wirtualnym w fotografii XXI wieku[24], Galeria Foto-Gen Ośrodka Kultury i Sztuki, Wrocław;
- Labirynt, IX Festiwal Nowej Sztuki, Syndrom des Übermaßes, Frankfurt (O)[25].
- 2017: Awangarda i Awangardy. Tradycje awangardy w dziejach łódzkiej PWSSP/ ASP, Galeria Kobro, ASP, Łódź;
- XX Międzynarodowy Konkurs Cyfrowej Fotokreacji CYBERFOTO, Regionalny Ośrodek Kultury, Galeria Fotografii ART- FOTO, Częstochowa.
- 2016: Labirynt, VII Festiwal Nowej Sztuki, Modifikationen und Neuinterpretationen, Frankfurt (O)[26];
- Dwie Katedry, Galeria u Jezuitów, Poznań.
- 2015: III Biennale Sztuki, W post-apokaliptycznym świecie. Iluzja czy droga wyjścia/dojścia?[27], Ośrodek Działań Artystycznych, Piotrków Trybunalski;
- Wzór, osnowa, wątek, Galerija Titanikas, Wilno.
- 2013: II Biennale Sztuki, Koniec człowieka?, Ośrodek Działań Artystycznych, Piotrków Trybunalski;
- Festival DIGITALBIGSCREEN 2013,
- Future- human? Kulturo Delavski Dom Trbovlje, Slovenija.
- 2012: Co się kryje na dnie oka? W kręgu auto/portretu z przełomu XX/XXI wieku[28], Galeria Sztuki Wozownia, Toruń.
- 2009: VI Biennale Fotografii, Fotografia/Ideologia/Polityka[29], Stary Browar-Słodownia, Poznań;
- 28 dni, Centrum Sztuki Współczesnej „Łaźnia”, Gdańsk.
- 2007: Kobieta o kobiecie, Galeria Bielska BWA, Bielsko-Biała.
- 2006: Miłość i demokracja, Centrum Sztuki Współczesnej „Łaźnia”, Gdańsk;
- Hafty, koronki, kwiatki...[30], Wolna pracownia PGR ART. Kolonia Artystów, Stocznia, Gdańsk;
- Jej portret (nie)wierny, Galeria Manhattan, Łódź.
- 2005: Między rzeczywistością a nierzeczywistością. Performance, Sztuka akcji, Galeria Manhattan, Łódź;
- Art Poznań 2005, Targi Sztuki, Stara Rzeźnia, Poznań.
- 2003: Kobieta na duszę[9], Galeria Manhattan, Łódź;
- Papierowa sfera, Galeria Bielska BWA, Bielsko-Biała.
- 2000: Opowieści Lagadyjskie[31], Centrum Rzeźby Polskiej, Orońsko;
- Łódzki Salon Wiosenny, Ośrodek Propagandy Sztuki, Łódź.
- 1999: Krajowa Wystawa Malarstwa Młodych im. Eugeniusza Gepperta, Galeria Awangarda, Wrocław.

## Publikacje naukowe
- Magdalena Samborska, Freedom within the Boundaries of Feminism: Interpretations of Georgia O’Keeffe’s Art, „Art Inquiry. Recherches sur les Arts”, Łódzkie Towarzystwo Naukowe, Łódź 2009, ISSN 1641-9278, język angielski, volume XXI s. 231–242 [15.08.23][32].

- Magdalena Samborska, The hidden other. Clothing as an art object, „Art Inquiry. Recherches sur les Arts”, Łódzkie Towarzystwo Naukowe, Łódź 2010, ISSN 1641-9278, język angielski, volume XXII, s. 187–199 [15.08.23][33].

- Magdalena Samborska, The Art of Women – form the Margin to the Mainstream, „Art Inquiry. Recherches sur les Arts”, Łódzkie Towarzystwo Naukowe, Łódź 2014, ISSN 1641-9278, język angielski, volume XVI s. 275–284 [15.08.23][34].

- Magdalena Samborska, INTORELABLE UGLINESS. A Turn in European Fashion as a Result of Confrontation with Japanese Aesthetics, „Art Inquiry. Recherches sur les Arts”, Łódzkie Towarzystwo Naukowe, Łódź 2015, ISSN 1641-9278, język angielski, volume XVII, s. 309–320 [15.03.23][35].

- Magdalena Samborska, Fashion as the Other of art. The position of clothing design in the avant-garde art and the contemporary era, „Art Inquiry. Recherches sur les Arts”, Łódzkie Towarzystwo Naukowe, Łódź 2017, ISSN 1641-9278, język angielski, volume XIX, s. 141–152 [15.03.23]